# Jack and Jill (film fra 1917)
Jack and Jill er en amerikansk stumfilm fra 1917 instrueret af William Desmond Taylor.

## Medvirkende
- Jack Pickford som Jack Ranney.
- Louise Huff som Mary Dwyer.
- Leo Houck som Kilroy.
- Don Bailey som George Frazee.
- J.H. Holland som Lopez Cabrillo.